# George Whiting Flagg
George Whiting Flagg (* 26. Juni 1816 in New Haven; † 5. Januar 1897 auf Nantucket) war ein US-amerikanischer Maler, der sich vornehmlich auf historische Szenen, Genre- und Porträtmalerei konzentrierte und oft religiöse Gemälde fertigte.

## Leben
Als Sohn von Henry Collins Flagg und Martha Whiting Flagg wurde er in eine wohlhabende Familie hineingeboren; sein Vater war für eine Legislaturperiode Bürgermeister von New Haven. Georges Brüder waren die ebenfalls als Künstler tätigen Jared Bradley Flagg (* 1820; † 1899) und Henry Collins Flagg III (* 1811; † 1862) sowie der Reverend Edward Octavus Flagg. Im Jahr 1824 zog die Familie nach North Charleston in South Carolina.
Dort begann er auch mit dem Kunststudium, das er zusammen mit Jared bei ihrem Onkel Washington Allston in Boston fortsetzte. Anfang der 1830er Jahre erhielt er Unterstützung durch den bekannten Mäzen Luman Reed, der ihm zwischen 1835 und 1838 eine Studienreise durch Europa finanzierte. Anschließend lebte Flagg bis 1844 in London. Unmittelbar nach seiner Rückkehr in die Vereinigten Staaten eröffnete er in New Haven ein Atelier, zog dann aber nach New York City um. Der Höhepunkt seiner künstlerischen Laufbahn war das 1835 fertiggestellte Gemälde Lady Jane Grey Preparing for Execution, das ihn berühmt machte. Dieser Ruhm schwand jedoch schon bald, da die Historienmalerei aus der Mode kam. Trotzdem wählte man Flagg 1842 zum Ehrenmitglied der National Academy of Design (in der damaligen Kategorie „Amateur“). Ungewöhnlicherweise wurde er noch einmal 1851 zum akademischen Vollmitglied gewählt, weil er der Meinung war, dass alle Akademiemitglieder der Jury eine besondere Arbeit vorlegen sollten – und dies tat er dann auch mit einem Selbstporträt. In späteren Jahren arbeitete er vorübergehend in einem Pfarramt.
George Whiting Flagg, der mit Louisa Henriques verheiratet war und vier Kinder hatte, starb im Alter von 80 Jahren.

## Werke (Auswahl)
- A Boy Listening to a Ghost Story
- A Young Greek
- Jacob and Rachel at the Well
- Murder of the Princes
- The Match Girl
- Haidee
- The Scarlet Letter
- Laying of the Atlantic Cable
- Landing of the Pilgrims
- Washington Receiving His Mother's Blessing
- The Good Samaritan
- Columbus and the Egg
- Lady Jane Grey Preparing for Execution (1835)